# Irene Souka
Irene Souka (* 1953 oder 1954) ist eine griechische EU-Beamtin im Ruhestand. Sie war von 2009 bis Januar 2020 Generaldirektorin der Generaldirektion Humanressourcen und Sicherheit der Europäischen Kommission.
Irene Souka studierte von 1971 bis 1976 Rechtswissenschaften an der Universität Athen mit Abschluss. Zusatzstudien in Kriminologie an der Universität Cambridge (1976 bis 1977) und Internationalem Recht an der Freien Universität Brüssel (1977 bis 1978) schlossen sich an.
Souka trat dann 1980 in die Dienste der EU-Kommission, zunächst in der Generaldirektion Übersetzung. Sie wechselte 1990, zunächst als Assistenz des Generaldirektors, in die Generaldirektion Wettbewerb. Ab 2002 war sie in der Generaldirektion Personal und Verwaltung tätig: bis 2008 als Direktorin, dann bis 2009 als stellvertretende Generaldirektorin. Im Mai 2009 übernahm sie die Leitung der Generaldirektion. Am 31. Januar 2020 trat sie in den Ruhestand.